# Geox
Geox is een Italiaans bedrijf dat schoenen produceert.
Het bedrijf werd in 1995 opgericht door Mario Moretti Polegato. Polegato maakte tijdens een warme zomer in Italië met behulp van de priem van zijn Zwitsers zakmes gaten in zijn hardloopschoenen met als doel ze luchtiger te maken. Dit idee werkte hij uit met als resultaat een levensvatbaar product, dat na een moeilijke fase begon aan te slaan en nu internationale bekendheid heeft.
Het hoofdkantoor van Geox staat in Montebelluna, Italië. De productie is volledig uitbesteed, de schoenen en kleding worden gemaakt in Roemenië, China, Vietnam, Indonesië, Brazilië, Slovenië, India, Macau, Thailand en Zuid-Korea. In 2022 werd een kwart van de omzet in Italië behaald en ongeveer de helft in de rest van Europa. Van de omzet bestaat 90% uit schoenen en de overige 10% betreft kleding.
De grootste aandeelhouder is LIR S.r.l. met iets meer dan 70% van de aandelen. LIR is op zijn beurt weer voor 85% in handen van Mario Moretti
Polegato en Enrico Moretti Polegato heeft de overige 15%.